# Бетва
Бетва (енгл. Betwa) је река која протиче кроз Индију. Дуга је 480 km. Улива се у Јамуну.